# Coscinida triangulifera
Coscinida triangulifera är en spindelart som beskrevs av Simon 1904. Coscinida triangulifera ingår i släktet Coscinida och familjen klotspindlar. Inga underarter finns listade i Catalogue of Life.